# Fantomlem
Et fantomlem er et neurologisk fænomen, der optræder hos folk, der har mistet et af deres lemmer (være sig det er et ben eller en arm), men desuagtet handler, som var de stadig i besiddelse af det.
Derudover kan nogen også føle denne manglende legemsdel, som om den stadig var der, og fx have fantomsmerter i det.